# Martin Emmrich
Martin Emmrich, né le 17 décembre 1984 à Magdebourg, est un joueur de tennis professionnel allemand.
Son meilleur classement en double est 35e mondial, obtenu le 5 août 2013.
Il a remporté trois tournois en double et atteint quatre autres finales. Il compte 15 titres sur le circuit Challenger. Il a fait partie de l'équipe d'Allemagne de Coupe Davis en 2013 où il a joué un match de double avec Daniel Brands.
Il s'est marié en juillet 2015 avec la joueuse de tennis néerlandaise Michaëlla Krajicek.

## Carrière
Après des débuts difficiles sur le circuit Future, sa carrière prend une autre dimension fin 2009 grâce à sa collaboration en double avec le suédois Andreas Siljeström. Les deux hommes remportent tout d'abord deux tournois en Suède puis les Challenger de Charlottesville et de Knoxville. En 2010, ils participent à leur premier tournoi ATP à Eastbourne. Emmrich parvient également à sortir des qualifications en éliminant notamment Michał Przysiężny (5-7, 7-65, 7-62). Après avoir changé de partenaire, il retrouve Siljeström mi-2011 et remportent quatre nouveaux tournois puis atteignent la finale du tournoi de Belgrade en 2012. Ils mettent fin à leur collaboration après une défaite au premier tour du tournoi de Roland-Garros.
Il s'associe ensuite avec Andre Begemann avec qui il avait déjà joué quelques mois en 2010. Ils remportent rapidement trois Challenger ainsi que l'Open de Vienne en octobre. En 2013, ils évoluent essentiellement sur le circuit ATP, s'adjugent le tournoi de Düsseldorf et participent à deux autres finales.
En 2015, il décide de s'associer une nouvelle fois avec Siljeström. Ils remportent le tournoi de Bergame. Il met un terme à sa carrière après le tournoi de Wimbledon et coache désormais sa femme, Michaëlla Krajicek.

## Palmarès

### Titre en simple
Aucun

### Finale en simple
Aucune

### Titres en double (3)
| No | Date       | Nom et lieu du tournoi     | Catégorie | Surface      | Partenaire      | Finalistes                       | Score            |          |
| -- | ---------- | -------------------------- | --------- | ------------ | --------------- | -------------------------------- | ---------------- | -------- |
| 1  | 15/10/2012 | Erste Bank Open Vienne     | ATP 250   | Dur (int.)   | Andre Begemann  | Julian Knowle Filip Polášek      | 6-4, 3-6, [10-4] | Parcours |
| 2  | 19/05/2013 | Power Horse Cup Düsseldorf | ATP 250   | Terre (ext.) | Andre Begemann  | Treat Conrad Huey Dominic Inglot | 7-5, 6-2         | Parcours |
| 3  | 28/07/2013 | bet-at-home Cup Kitzbühel  | ATP 250   | Terre (ext.) | Christopher Kas | František Čermák Lukáš Dlouhý    | 6-4, 6-3         | Parcours |

### Finales en double (4)
| No | Date       | Nom et lieu du tournoi      | Catégorie | Surface      | Vainqueurs                      | Partenaire         | Score            |          |
| -- | ---------- | --------------------------- | --------- | ------------ | ------------------------------- | ------------------ | ---------------- | -------- |
| 1  | 28/04/2012 | Serbia Open Belgrade        | ATP 250   | Terre (ext.) | Jonathan Erlich Andy Ram        | Andreas Siljeström | 4-6, 6-2, [10-6] | Parcours |
| 2  | 31/12/2012 | Aircel Chennai Open Chennai | ATP 250   | Dur (ext.)   | Benoît Paire Stanislas Wawrinka | Andre Begemann     | 6-2, 6-1         | Parcours |
| 3  | 16/06/2013 | Topshelf Open Bois-le-Duc   | ATP 250   | Gazon (ext.) | Max Mirnyi Horia Tecău          | Andre Begemann     | 6-3, 7-64        | Parcours |
| 4  | 19/05/2014 | Düsseldorf Open Düsseldorf  | ATP 250   | Terre (ext.) | Santiago González Scott Lipsky  | Christopher Kas    | 7-5, 4-6, [10-3] | Parcours |

## Parcours dans les tournois duGrand Chelem

### En simple
N'a jamais participé à un tableau final.

### En double
| Année | Open d'Australie            | Open d'Australie          | Internationaux de France      | Internationaux de France    | Wimbledon                  | Wimbledon            | US Open                      | US Open                        |
| ----- | --------------------------- | ------------------------- | ----------------------------- | --------------------------- | -------------------------- | -------------------- | ---------------------------- | ------------------------------ |
| 2011  | —                           | —                         | —                             | —                           | —                          | —                    | 2e tour (1/16) A. Siljeström | M. Knowles X. Malisse          |
| 2012  | —                           | —                         | 1er tour (1/32) A. Siljeström | D. Bracciali P. Starace     | 2e tour (1/16) M. Kohlmann | I. Dodig M. Melo     | 1er tour (1/32) I. Sijsling  | B. Baker R. Ram                |
| 2013  | 1er tour (1/32) A. Begemann | V. Hănescu M. Kližan      | 2e tour (1/16) A. Begemann    | M. Fyrstenberg M. Matkowski | 2e tour (1/16) A. Begemann | T. C. Huey D. Inglot | 2e tour (1/16) A. Begemann   | I. Dodig M. Melo               |
| 2014  | 1er tour (1/32) A. Begemann | J. Nieminen D. Toursounov | 1er tour (1/32) C. Kas        | B. Bryan M. Bryan           | 1er tour (1/32) C. Kas     | J. Knowle M. Melo    | 2e tour (1/16) L. Rosol      | G. García-López Philipp Oswald |

N.B. : le nom du ou de la partenaire se trouve sous le résultat ; le nom des ultimes adversaires se trouve à droite.

### En double mixte
| Année | Open d'Australie               | Open d'Australie              | Internationaux de France | Internationaux de France | Wimbledon                         | Wimbledon                      | US Open                      | US Open                     |
| ----- | ------------------------------ | ----------------------------- | ------------------------ | ------------------------ | --------------------------------- | ------------------------------ | ---------------------------- | --------------------------- |
| 2013  | -                              | -                             | -                        | -                        | 2e tour (1/16) Julia Görges       | Horia Tecău Sania Mirza        | 1/4 de finale Chan Hao-Ching | K. Mladenovic Daniel Nestor |
| 2014  | 1er tour (1/16) Lucie Hradecká | Abigail Spears Dominic Inglot | -                        | -                        | 2e tour (1/16) Michaëlla Krajicek | Nenad Zimonjić Samantha Stosur | -                            | -                           |

N.B. : le nom de la partenaire se trouve sous le résultat ; le nom des ultimes adversaires se trouve à droite.